# Ligny-Thilloy
Ligny-Thilloy ist eine französische Gemeinde mit 517 Einwohnern (Stand 1. Januar 2022) im Département Pas-de-Calais in der Region Hauts-de-France. Sie gehört zum Kanton Bapaume im Arrondissement Arras.

## Lage
Die Gemeinde Ligny-Thilloy liegt am Südrand des Artois an der Grenze zum Département Somme, 18 Kilometer südlich von Arras. Nachbargemeinden von Ligny-Thilloy sind Avesnes-lès-Bapaume im Norden, Bapaume im Nordosten, Beaulencourt im Osten, Gueudecourt im Südosten, Flers im Süden, Le Sars im Südwesten, Warlencourt-Eaucourt im Westen sowie Grévillers im Nordwesten.

## Bevölkerungsentwicklung
| Jahr                       | 1962 | 1968 | 1975 | 1982 | 1990 | 1999 | 2006 | 2013 | 2022 |
| -------------------------- | ---- | ---- | ---- | ---- | ---- | ---- | ---- | ---- | ---- |
| Einwohner                  | 434  | 408  | 374  | 437  | 518  | 512  | 543  | 563  | 517  |
| Quellen: Cassini und INSEE |      |      |      |      |      |      |      |      |      |

## Sehenswürdigkeiten
- Kirche Saint-Quentin
- Kapelle Sainte-Barbe
- Kapelle Sainte-Rita
- britischer Soldatenfriedhof Beaulencourt

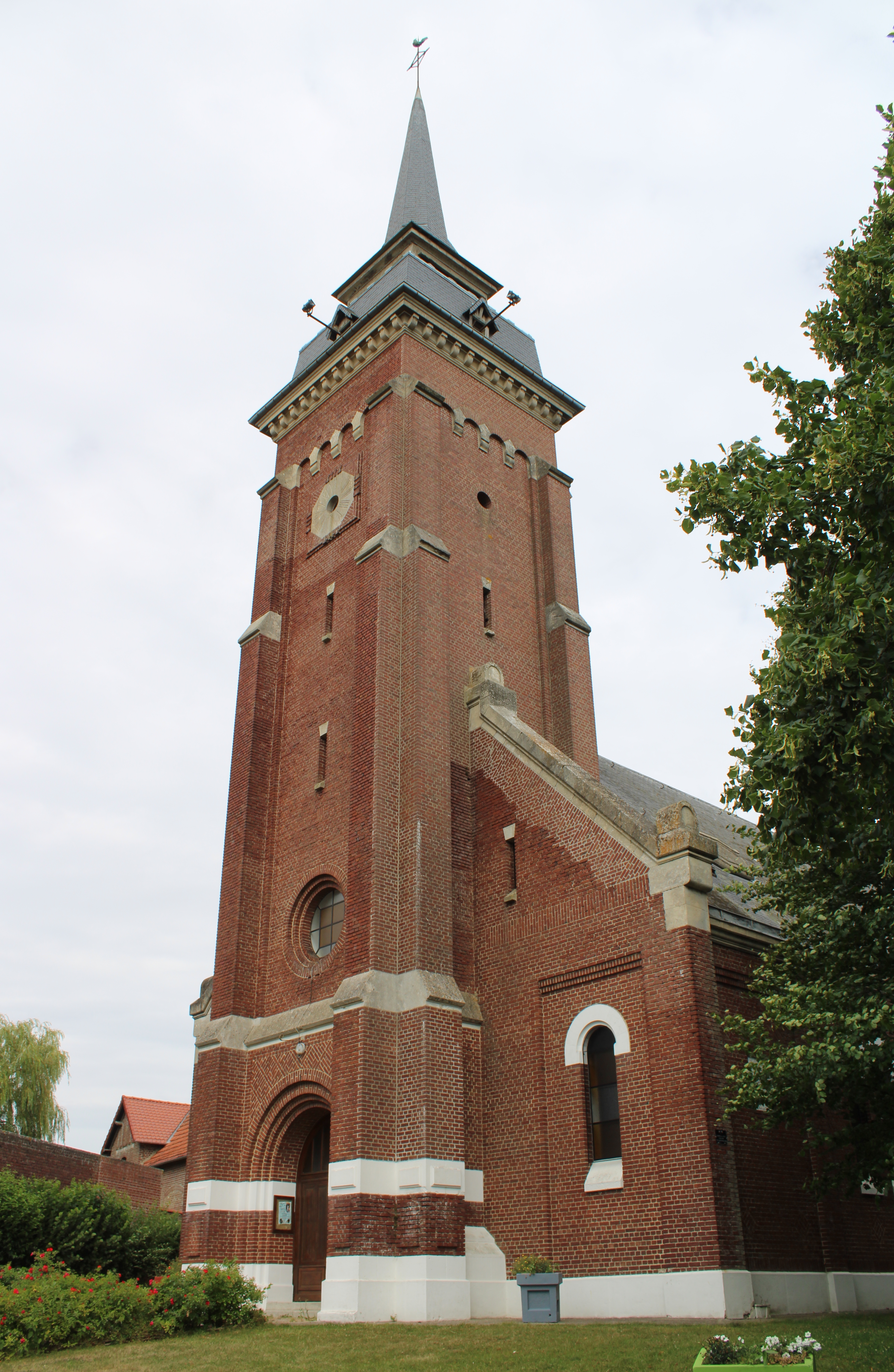
Turm der Kirche Saint-Quentin
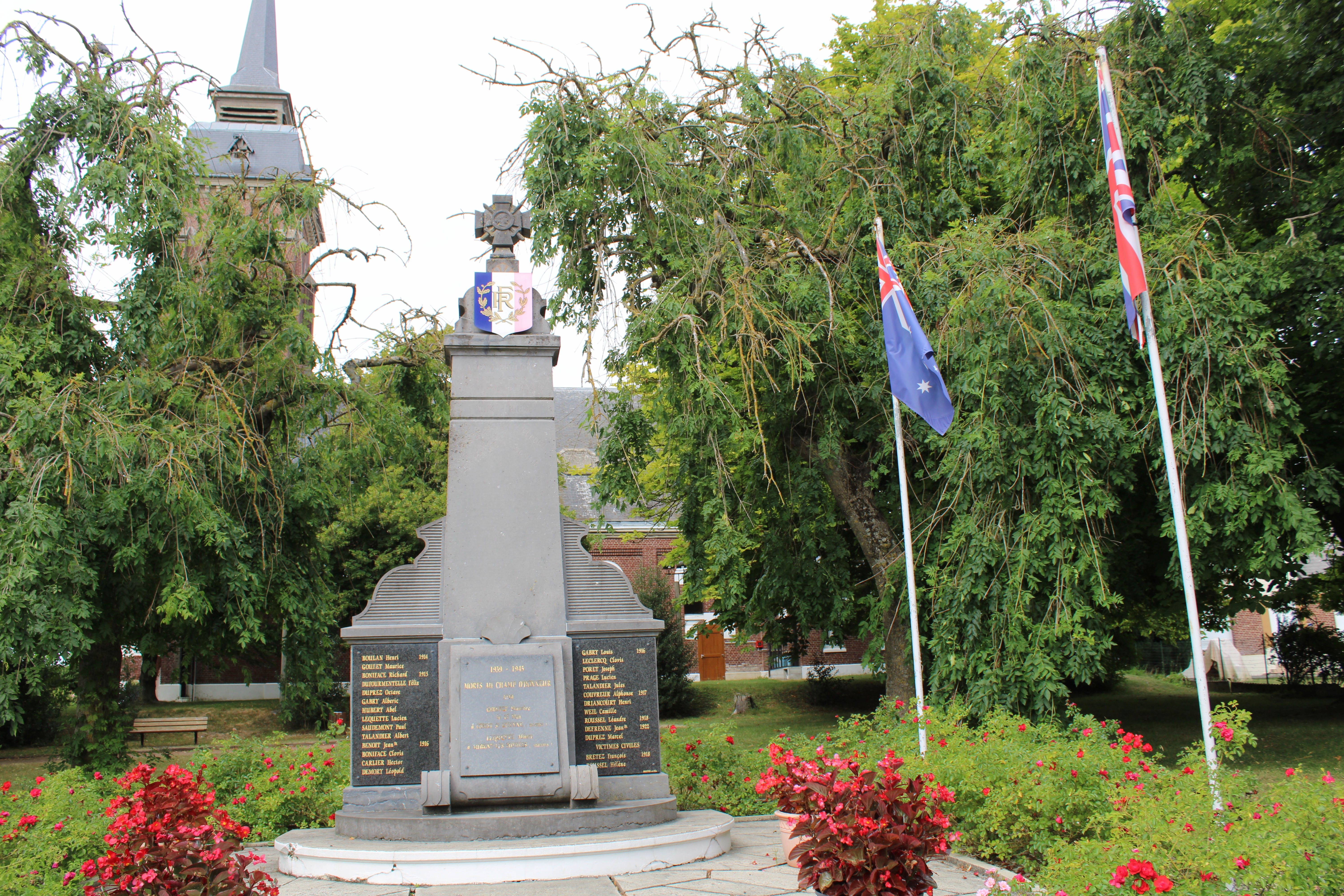
Gefallenendenkmal
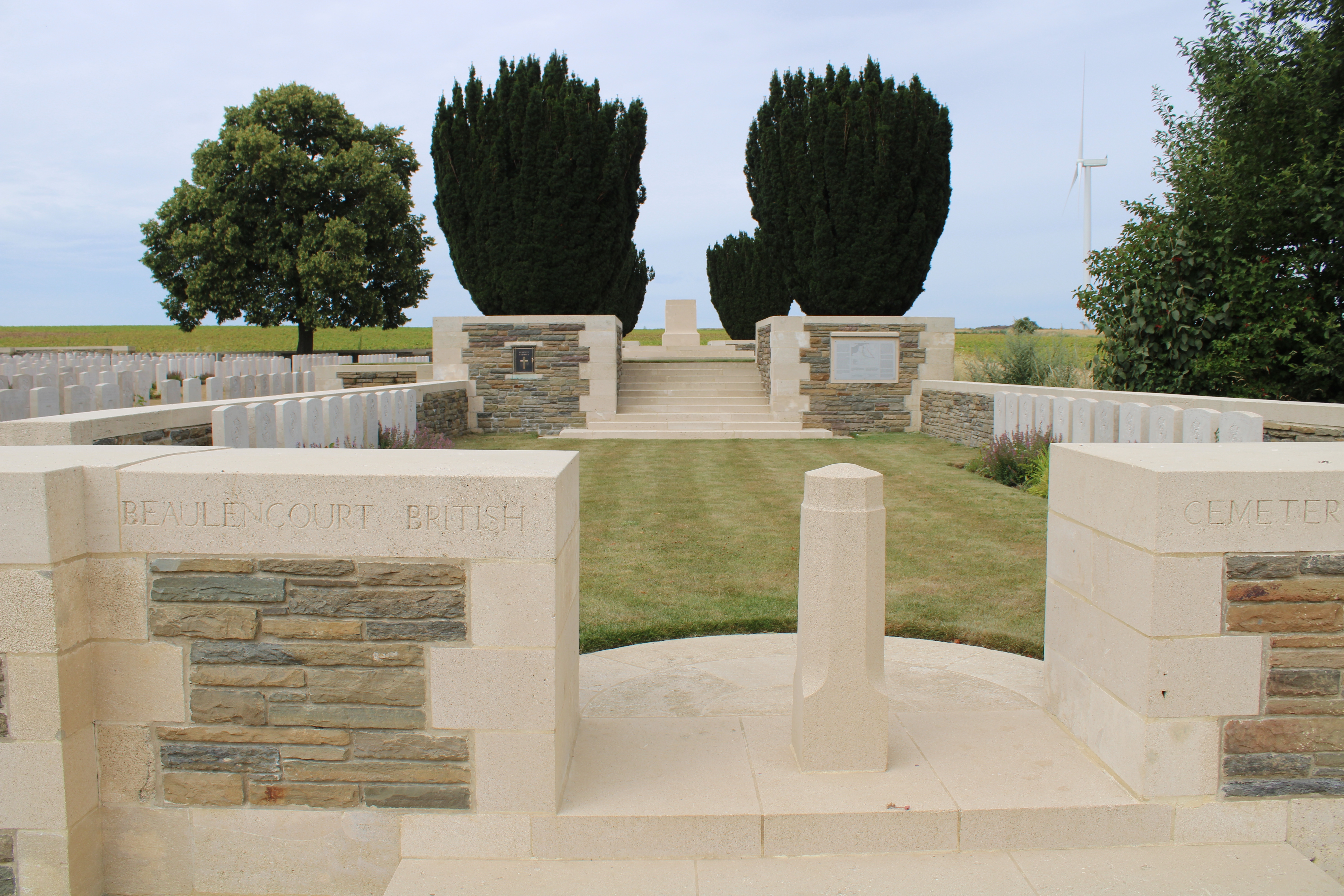
Britischer Soldatenfriedhof